# جوونال ۲۸۱۸
سیارک ۲۸۱۸ (به انگلیسی: 2818 Juvenalis، نامگذاری:2580P-L) دو هزار و هشتصد و هجدهمین سیارک کشف شده‌است که در ۲۴ سپتامبر ۱۹۶۰ کشف شد.
قدر مطلق سیارک برابر ۱۳٫۷۰ است.